# Izak od Ninive
Izak od Ninive (naziva se i Izak Sirijski (Katar, ? - Suza, oko 700.) sirijski kršćanski svetac, biskup, pustinjak i mistik, teolog i filozof. U pravoslavlju spomendan se slavi 28. siječnja.

## Životopis
Rođen je na području današnjeg Katara. Kao mladić zajedno s bratom ušao je u samostan u blizini Ninive. Braća su se u samostanu počela isticati učenošću i askezom pa je brat svetoga Izaka postao poglavar samostana. Izak se, međutim, udaljio u isposničku ćeliju nedaleko samostana, i tu se posvetio molitvi i samoći. Kako je postao poznat po svetosti života i učenosti, bio je izabran za biskupa Ninive. Na biskupskoj stolici ostao je svega pet mjeseci, nakon čega se povukao na goru Matout, u blizini Bet-Huzaja, gdje je živio s tamošnjim pustinjacima. Nakon toga otišao je u pustinjski samostan Rabban Shabur, gdje se posvetio proučavanju Svetog Pisma. U starosti je oslijepio. 

## Djela
Drži se da je napisao sedam svezaka rasprava o isposništvu, dijaloga i drugih spisa, od kojih su sačuvana ostala tek 82 poglavlja o kršćanskoj mistici. Djela je pisao uglavnom prema vlastitim doživljajima. Njegovi spisi pisani sirijski, bili su prevedeni na grčki, etiopski, arapski, latinski, talijanski, španjolski i druge europske jezike. Bio je poznat i cijenjen u redovničkim krugovima. U drugoj polovici 20. stoljeća pronađeno je još njegovih spisa koji su se smatrali izgubljenima.